# Història de la Unió Soviètica (1953-1985)
La història de la Unió Soviètica des de 1953 fins a 1985 és la història del país durant una època marcada per dos "fites transcendentals": per un costat, la mort del Secretari General del PCUS Ióssif Stalin el 1953 i la relativa liberalització o "desgel" que va tenir com a conseqüència; i per l'altre, l'ascens del darrer dirigent soviètic, Mikhaïl Gorbatxov. Comprèn dues eres, la primera, relativament curta, i una segona més llarga: els mandats de Nikita Khrusxov (1953-1964) i de Leonid Bréjnev. A més, inclou els dos breus governs gerontocràtics de transició de Iuri Andrópov i Konstantín Txernenko. Com que, en certa manera, aquests van "heretar la inèrcia" de l'anterior període d'estancament brejnevià, en general els historiadors els acostumen a considerar com una part natural d'aquell, i els tracten conjuntament com a part d'un mateix bloc històric.
La Guerra Freda (anomenada eufemísticament coexistència pacífica per Krusxov) continuava el seu curs, mentre que tant la Unió Soviètica com els Estats Units intentaven indirectament ficar-se a l'esfera d'influència de l'altre.

## La desestalinització i els primers anys de Khrusxov

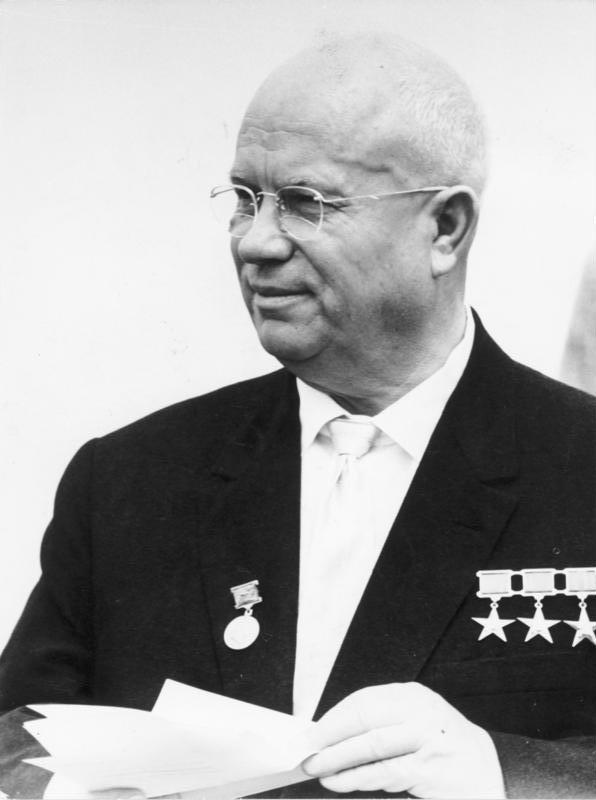
Nikita Khrusxov

Després de la mort de Ióssif Stalin el 5 de març de 1953, el traspassat dictador seria finalment succeït per l'ascendent Nikita Khrusxov com a secretari general del Comitè Central del Partit Comunista de la Unió Soviètica. Pel seu costat, Gueorgui Malenkov seria designat com a nou President soviètic.
No obstant això, durant el període immediatament posterior a Stalin, la figura central era l'antic cap del repressiu aparell de seguretat, Lavrenti Béria. Béria, tot i el seu notori historial criminal com a mà dreta de Stalin dins del terror estatal llançat per aquest, inicià un procés de relativa liberalització, incloent la posada en llibertat d'alguns presos polítics.
Però altres membres del lideratge col·lectiu o "col·legiat" temien, menystenien i, fins i tot, odiaven a Béria pel seu paper durant el règim estalinista i, amb el suport dels oficials superiors de l'Exèrcit Roig, van aconseguir detenir-lo i "executar-lo sumàriament". En el període posterior a Béria, Nikita Khrusxov emergí ràpidament com la figura clau i dominant. El nou lideratge del règim soviètic declarà una amnistia parcial per a alguns presoners polítics, anuncià retallades de preus i relaxà les restriccions sobre els petits lots privats dels agricultors i els grangers. La seva posterior desestalinització va comportar una notable reducció dels camps de treballs forçats i del paper que aquests representaven a l'economia soviètica. Durant el curt període de lideratge "col·legiat" o "col·lectiu", Khrusxov va anar elevant ràpidament la seva posició.
Durant el tancament del XX Congrés del Partit Comunista soviètic, el 25 de febrer de 1956, Khrusxov pronuncià un "discurs secret" (car inicialment només estava destinat al seu limitat auditori), que va acabar commovent als seus oients, al denunciar l'estil de govern summament dictatorial de Stalin, arribant a ser en alguns moments tirànic, a l'hora que criticà el culte a la personalitat que, "com si hagués estat un déu", havia tingut en vida el traspassat líder. Entre altres coses, el nou líder agregà que "els ucraïnesos havien evitat aquell destí (referint-se a les deportacions massives) només perquè eren massa (uns 40 milions) i no hi havia on enviar-los". També va atacar als crims comesos pels socis polítics més propers al dictador. L'impacte que aquests comentaris tindrien sobre la política i el poble soviètics van ser enormes, i serien una fita molt important en el procés de desestalinització (quan ja havien passat 3 anys de la mort de Stalin). Per un altre costat, el devastador discurs va tendir a eliminar les restes de legimitimitat que encara tenien els seus rivals estalinistes, la qual cosa permeté al mateix Khrusxov consolidar el seu poder.
Després, Khrusxov suavitzà les restriccions sobre els presos, tant que la població estimada als camps de treball forçat dels gulags va minvar des d'uns 13 milions el 1953 (any de la mort de Stalin) a "només" 5 milions a 1956-57 (període en què el nou líder aconseguí consolidar el seu poder).
L'era de Khrusxov es caracteritzà per un relaxament de la censura, que arribaria a ser conegut com el desgel (о́ттепель, transliterat óttepel u óttepel). Això implicaria un complex gir en la vida cultural i, en menor mesura, política i econòmica de la Unió Soviètica. Això va incloure una relativa obertura i contacte amb el "món exterior" (és a dir, els països no-comunistes), així com la inclusió de noves polítiques socioeconòmiques que van intentar posar èmfasi en la molt postergada producció soviètica de béns de consum, permetent un cert increment en el nivell de vida i, per tant, contribuint al creixement econòmic en general. En aquest nou ambient, es "toleraven" algunes crítiques "subtils" o "tèbies" a la societat soviètica (i indirectament, al règim polític-econòmic), i els artistes ja no necessitaven sempre l'aprovació oficial explícita (tot i que a l'URSS aquesta seguia sent molt desitjable). Tot i això, els artistes, la majoria dels quals estaven sincerament orgullosos del seu país i eren majoritàriament socialistes (la majoria eren marxistes en major o menor mesura, i fins i tot els dissidents tendien a ser socialdemòcrates, preferien no involucrar-se o veure's envoltats en eventuals problemes ideològics amb les autoritats.
L'alliberament dels anteriors molt rígids controls estalinistes va tenir, com no podia ser d'una altra manera, un impacte enorme en els relativament recents satèl·lits soviètics de l'Europa Oriental, molts dels quals encara es trobaven ressentits a causa de l'excessiva influència i intromissió soviètica dins dels seus propis afers interiors.
En particular, durant l'estiu de 1956 tindrien lloc disturbis a Polònia, els quals van donar lloc a represàlies per part del règim comunista. Ben aviat tindria lloc una convulsió política interior que portaria a l'ascens al poder de Władysław Gomułka durant el mes d'octubre. Aquest fet gairebé desencadenà la invasió soviètica de Polònia, quan els líders comunistes l'elegiren "sense haver consultat al Kremlin abans al respecte". Emperò, finalment Khrusxov decidí fer marxa enrere, donada la gran popularitat de la que gaudia Gomułka al seu país. Polònia seguiria sent un membre del Pacte de Varsòvia (signat a la capital polonesa l'any anterior i, com a contrapartida, els soviètics es "limitarien" a (intentar) intervenir poc als afers interiors del seu veí, per un altre costat, el país més important i poblat del bloc oriental, després de la mateixa Unió Soviètica.
En el mateix ordre de coses, a finals del mateix 1956, l'intent de revolució a Hongria va ser brutalment esclafat per les tropes soviètiques. Milers d'hongaresos van resultar ferits, i uns 250.000 refugiats van aconseguir fugir cap a Occident a través de la frontera austríaca. L'esclafament de l'aixecament hongarès de 1956 significà un cop pels comunistes dels països occidentals. Molts d'ells, que prèviament havien recolzat les polítiques soviètiques, ara començarien a criticar-les (ja fos honestament, o bé per intentar presentar les seves suposades credencials democràtiques als seus països d'origen).
L'any següent, Khrusxov va poder contrarestar amb èxit un nou intent estalinista per reconquerir el poder, al vèncer de manera decisiva a l'anomenat "Grup Anti-Partit". Aquest succés il·lustrà la nova naturalesa de la política soviètica: l'atac més decisiu i incisiu contra els estalinistes residuals va provenir del ministre de defensa, el mariscal i heroi de la Guerra Patriòtica Gueorgui Júkov (el qual, per un altre costat, havia patit la creixent desconfiança de Stalin després del final del conflicte bèl·lic). Tot i això, les noves autoritats soviètiques es mostrarien més civilitzades que Stalin, car cap dels membres del grup opositor va ser executat. En particular, Georgi Malenkov va ser enviat com a gerent a una planta d'energia al Kazakhstan, i Viatxeslav Mólotov va ser enviat com a ambaixador a la pro-soviètica República Popular de Mongòlia.
Khrusxov es convertí oficialment en President el 27 de març de 1958, consolidant progressivament el seu poder, una tradició que seria heretada pels seus successors. Aquest fet marcaria l'etapa final del lideratge col·lectiu de transició que havia seguit la mort de Stalin. No obstant això, Khrusxov (així com cap dels seus successors) assoliria l'estatus de cap suprem amb la suma del poder públic, que havia arribat a caracteritzar la dictadura de Stalin.
El període de 10 anys posterior a la mort de Stalin veuria una reafirmació del control polític sobre els mitjans de coerció del règim soviètic, els quals, per un altre costat, ja no quedarien lliurats a la mercè o a la discreció totalitària d'un sol home. En canvi, durant aquest període, en la llavors "renovada" Unió Soviètica, la policia secreta i les forces armades responien clarament al lideratge polític-ideològic del PCUS.

Per un altre costat, durant la segona meitat dels anys 50 i la primera meitat dels 60, el desenvolupament de tecnologia espacial i missilística van convertir el país en una de les dues grans potències mundials, al costat dels Estats Units. De fet, la Unió Soviètica va sorprendre al govern d'Eisenhower, en ser el primer país a posar un satèl·lit artificial en òrbita, el Spútnik I, llançat el 5 d'octubre de 1957. Així mateix, els soviètics també van ser els primers a aconseguir posar un home en òrbita a l'espai, el cosmonauta Iuri Gagarin, el 12 d'abril de 1961.
Khrusxov va ser suficientment hàbil com per superar als seus rivals estalinistes (començant per Lavrenti Béria) però, en canvi, era considerat pels seus enemics polítics (en especial per la llavors emergent nova casta de tecnòcrates professionals), com un "camperol avorrit" que solia interrompre i insultar als seus rivals (com succeí, davant l'opinió pública neoyorquina i internacional, durant l'històric incident de la sabata, que va protagonitzar davant l'Assemblea General de les Nacions Unides, l'octubre de 1960).

### Reformes i posterior caiguda de Khrusxov
Durant els seus anys al front de la Unió Soviètica, Khrusxov intentà realitzar reformes en un divers nombre de camps.
Els problemes de l'agricultura soviètica, una de les principals preocupacions de líder, ja havia atret l'atenció del Politburó i del lideratge col·lectiu, el qual ja havia intentat d'introduir importants innovacions en aquesta important àrea de l'economia soviètica.
L'Estat animà als camperols a cultivar més els seus petits lots, així com incrementà els pagaments als grangers que treballaven als Kolkhoz i, en general, va invertir més al sector de l'agricultura.
En la seva "campanya de les terres verges" de mitjans de la dècada dels 50, Khrusxov ordenà obrir noves terres de collita al Kazakhstan, així com a les regions límits de Rússia. Com calia esperar, aquests nous camps cultivats sovint tenien una producció i un rendiment per sota del nivell òptim, i fins i tot en alguns casos eren susceptibles a les sequeres, però produirien excel·lents collites durant alguns anys, que complementaven les recollides a les tradicionals regions agrícoles de la Unió Soviètica, com les de les famoses "terres negres" d'Ucraïna (les anomenades Чорнозем, txornozem en ucraïnès i чернозём, txernozëm en rus). No obstant això, posteriors reformes agrícoles de Khrusxov demostrarien ser contraproduents; com per exemple, els seus ambiciosos plans per cultivar blat de moro i d'incrementar la producció de llet i carn van acabar fracassant, i la seva reorganització de les granges col·lectives en unitats encara majors va produir confusió per tot el país.
En una acció motivada políticament, a fi d'afeblir una mica l'atabalada burocràcia estatal, el 1957 Khrusxov eliminà els ministeris industrials de Moscou i els substituí per consells econòmics regionals, anomenats svonarjoses.
Tot i que el líder soviètic va concebre originalment aquests consells econòmics amb la idea que responguessin de manera efectiva a les necessitats locals, la descentralització industrial acabà degenerant en una seriosa disrupció d'aquest sector, la qual cosa va mantenir (si no incrementà) la invertebrada ineficència soviètica. Íntimament connectada amb aquesta idea de Khrusxov es trobava la seva decisió el 1962 de reorganitzar les diferents organitzacions del Partit, basant-se en uns alineaments econòmics més que no administratius. La resultant "bifurcació" de l'aparell del partit en un sector industrial (urbà) i un altre agrícola (rural), amb la pretesa descentralització a nivell de província o regió administrativa resultà en un desgavell i molestà visiblement a diversos funcionaris del Partit de tots els nivells.
Com a símptoma de les dificultats econòmiques a les que s'enfrontava la Unió Soviètica, el 1963 es cancel·là, dos anys abans de la seu final pautat, el pla econòmic "septenal" (1959-65), que s'havia establert de manera excepcional en lloc dels tradicionals plans quinquennals soviètics.
Respecte al sempre important (en termes soviètics) tema militar, Khrusxov perseguí una incessant política de desenvolupar les forces de míssils de la Unió Soviètica, com una forma indirecta d'intentar reduir (almenys parcialment) les mides gegantines de les Forces Armades en general i de l'Exèrcit Roig en particular. Així doncs, mitjançant el desenvolupament de míssils nuclears de llarg i mitjà abast (els MBIs i els MRBMs, respectivament), es podria mantenir un equilibri estratègic de poder militar davant als Estats Units, a l'hora que es podria alliberar a una major quantitat d'homes joves perquè realitzessin tasques productives que tendissin a contribuir al desenvolupament del sector civil de l'economia i, en particular, de manera relacionada a la producció de béns de consum.

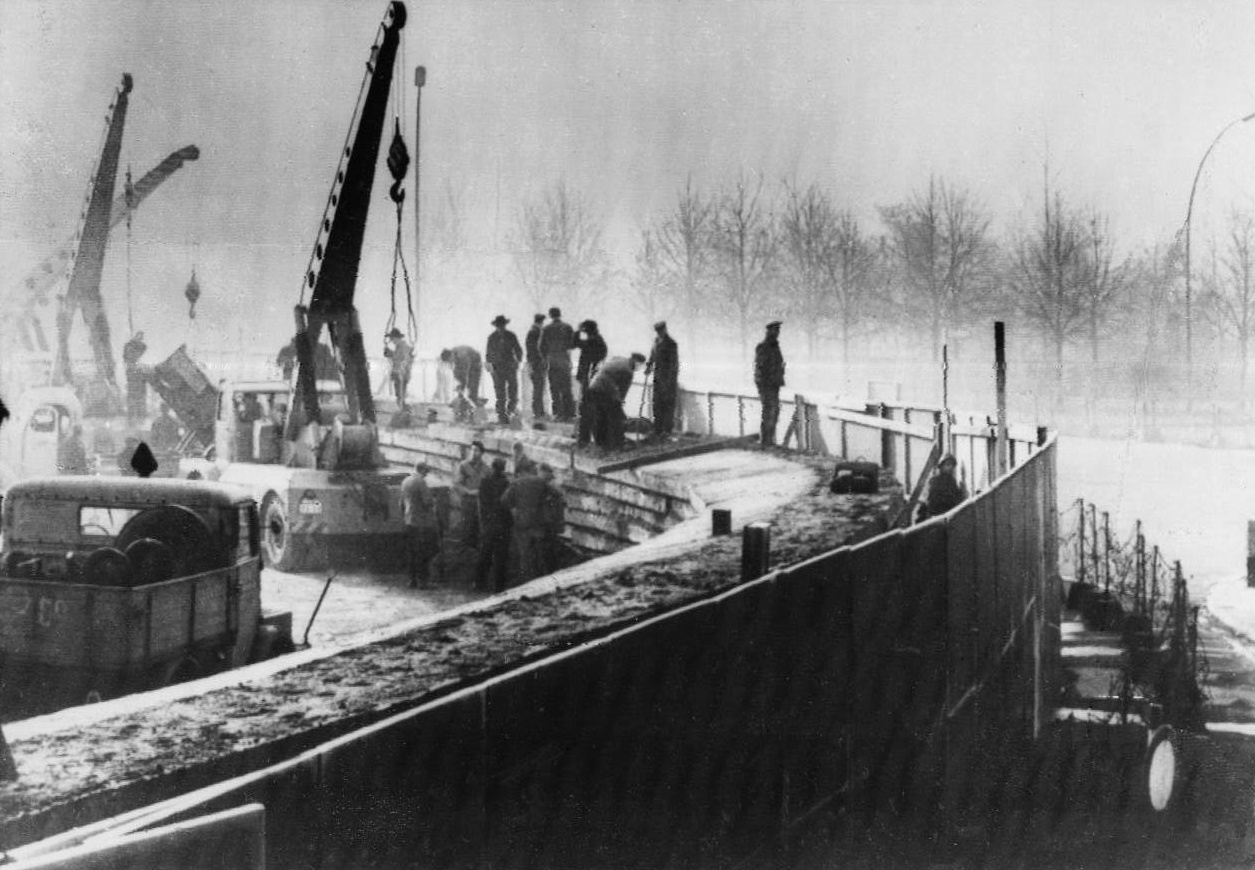
Treballadors de l'Alemanya Oriental comunista, l'autodenominada República Democràtica Alemanya, construint el Mur de Berlín (20 de novembre de 1961).

Aquesta política demostrà ser personalment controvertida, al desplaçar a diverses figures clau dins de l'establisment militar soviètic, que culminaria en el fracàs soviètic de la Crisi dels míssils de Cuba (l'anomenada "Crisi del Carib" a l'URSS i, actualment, a Rússia). Per un altre costat, tot i haver començat una reducció a poc a poc de la mida de les forces armades soviètiques des de 1956, l'inici de la construcció del que seria tristament famós mur de Berlín a l'agost de 1961, responent les peticions del règim comunista de l'Alemanya Oriental, tornà a revifar les tensions polítiques amb Occident.
Per un altre costat, les fanfarronades de Khrusxov sobre la llavors suposada capacitat de producció de míssils soviètics (com quan havia dit que "els míssils [nuclears] intercontinentals sortien de les fàbriques soviètiques com saltxitxes a través d'una màquina de fer embotits"). Tal va ser la preocupació generada als Estats Units que va acabar influint a les eleccions presidencials estatunidenques de 1960. En aquella oportunitat, el candidat demòcrata John Fitzgerald Kennedy va acabar avantatjant al seu contrincant republicà Richard Nixon al voltant de l'anomenada escletxa dels míssils (missile gap), la qual erròniament i exageradament creien que beneficiava a la Unió Soviètica per un ampli marge (tot i que, de fet, la capacitat nuclear nord-americana sobre la soviètica a inicis dels anys 60 era de 8 a 1).

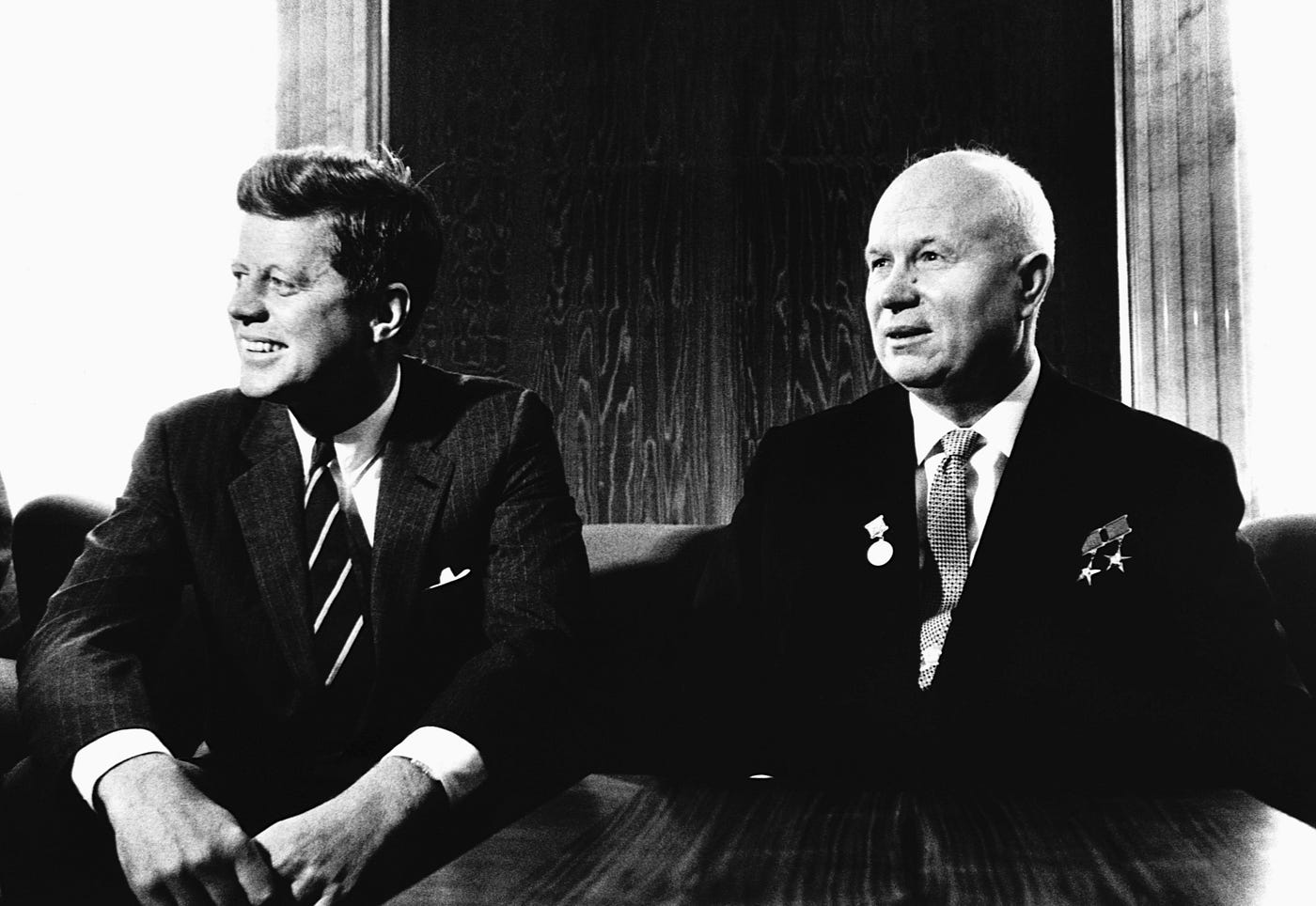
Nikita Khrusxov amb el President americà John Fitzgerald Kennedy al 1961.

Però tots els intents de Khrusxov, encara que probablement sincers, de construir amb el nou President estatunidenc Kennedy van acabar en un fracàs, a causa de la seva típica combinació de "bravades" i desafortunats errors de càlcul van acabar en el fiasco del seu temerari "aventurisme" militar cubà. No obstant això, després de les crisis berlinesa i cubana, les tensions ideològico-militars entre totes dues superpotències van anar disminuint parcialment.
El 1964, el prestigi de Khrusxov havia quedat malmès en diverses àrees. Mentre que la producció industrial, el nivell de vida i els béns de consum encara seguien creixent a un veloç ritme, el sector agrícola va haver d'enfrontar-se a una mala collita el 1963.
Al front exterior, 3 fets transcendentals de la dècada del 1960, com la ruptura sinosoviètica, la construcció del Mur de Berlín (des d'agost de 1961) i, sobretot, la crisi dels míssils cubans (octubre de 1962), van acabar afectant seriosament el prestigi del Khrusxov dins del seu propi país, sent un subtil presagi de la seva caiguda, la qual es produiria mitjançant d'un derrocament intern el 14 d'octubre de 1964. Els dos primer fets van llançar per terra les seves temptatives de millorar les relacions de la Unió Soviètica amb Occident, a partir de la seva concepció de la "coexistència pacífica", amb la qual, però, no tots estaven d'acord dins de l'oficialitat superior de les Forces Armades. Així mateix, la ja mencionada reorganització partidària de 1962 va causar molta agitació a l'estructura de la cadena de comandament polític del país.
No obstant això, Khrusxov també s'ha de recordar per la seva crítica pública als molts greus excessos repressius de l'estalinisme, a la seva relativa liberalització cultural del país, i a la major flexibilitat que intentà dotar a la direcció soviètica.
A l'octubre del mateix any, mentre que Khrusxov es trobava de vacances a la península de Crimea (traspassada per ell mateix de Rússia a Ucraïna el 1956, el Presidium votà per expulsar-lo del seu càrrec, rebutjant permetre'l apel·lar el seu cas davant del Politburó del Comitè Central del PCUS. Els seus crítics successors el denunciarien pels seus "esquemes de ment de llebre, amb conclusions a mig cuinar i decisions a correcuita".
Khrusxov es va veure apartat de la vida pública, i finalment va morir el 1971 "davant el menyspreu oficial". Al respecte, durant el seu enterrament, el seu fill Serguei afirmà que "als darrers dies els diaris de tot el món, amb rares excepcions, van parlar sobre això", en referència a la mort i al llegat del seu pare Nikita. Aquelles "rares excepcions" eren una crítica indirecta a la premsa oficial soviètica, en particular al diari Pravda i, eventualment, al diari Izvestia, els quals només s'havien limitat a dir, dos dies després del seu traspàs, que "havia mort el jubilat Khrusxov".

## L'estancament i l'era de Bréjnev

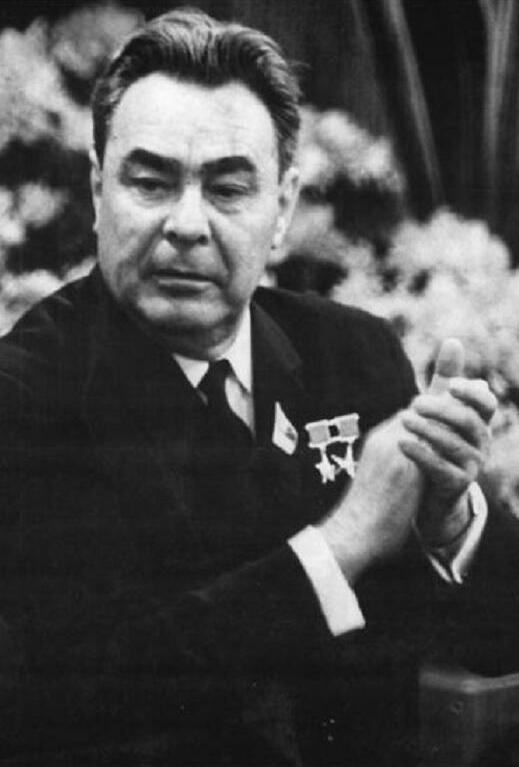
Leonid Bréjnev

Després de 1964, el primer secretari del PCUS, Leonid Bréjnev i el premier Aleksei Kosigin van aparèixer com les dues figures dominants dins dels quadres de dirigents del Partit.
Ansiosos per evitar el fracassos anteriors de Khrusxov (és a dir, no ensopegar dues vegades amb la mateixa pedra), Bréjnev i Kosigin, que representaven a una nova generació de professionals tecnòcrates posteriors a la revolució bolxevic, i van preferir conduir els afers del Partit i de l'Estat, en particular al front interior, però a l'extern d'una manera més discreta i cauta (i no "temerària", com havien estat les massa ambicioses polítiques econòmiques implementades per Khrusxov, o la molt perillosa confrontació "quasi nuclear" contra els Estats Units, durant la famosa crisi dels míssils de Cuba de 1962.
Cap a mitjans dels anys 60, la Unió Soviètica era una societat industrial complexa, distribuïda per un espai geogràfic gegantí, i amb una divisió del treball cada vegada més intricada. No obstant això, la seva producció de béns i servei deixava molt que desitjar, a costa d'un sector militar "mimat" que, per un altre costat, la portaria a presumir de tenir una "paritat estratègica virtual" amb els Estats Units. Així mateix, la seva participació en el comerç internacional seguia sent ridículament petita en comparació als seus rivals occidentals i amb el llavors emergent Japó de postguerra.
Malgrat tot això, uns pocs anys després, les reformes politicoeconòmiques es van aturar en gran manera, degenerant en un llarg o crònic estancament (en rus: застой, zastoi).
En el que es referia a l'economia, les grans decisions es prenien a partir dels plans quinquennals de planificació centralitzada, esbossats i elaborats pel Gosplan, el departament estatal de planificació estatal.
La Unió Soviètica seguia sent un país relativament agrari, que encara no tenia les complexitats inherents a un estat altament industrialitzat. Les seves metes, en teoria dirigides a incrementar la base industrial del país, van consistir a intentar realitzar un creixement extensiu en grans regions geogràfiques, en part mitjançant la mobilització de recursos.
Amb un gran cost humà, degut en part al treball forçat (sobretot a la gegantina i desolada regió de Sibèria), i amb una relativa militarització d'algunes fàbriques, la Unió Soviètica va accelerar forçosament la industrialització de la seva economia, forjant una societat industrial més ràpidament que cap altre país. De fet, durant els primers anys de l'era Bréjnev, l'economia soviètica encara semblava tenir una capacitat ociosa per al creixement.
La Unió Soviètica millorava el seu nivell de vida, al duplicar el salari urbà i elevar el rural aproximadament en un 75%, construint milions d'apartaments, i al començar a fabricar més, tot i que sempre en quantitats insuficients, béns de consum i electrodomèstics. De fet, el període d'aproximadament els 30 anys després de la mort de Stalin va ser el millor de la història soviètica per als ciutadans comuns, en termes de millora relativa continuada del nivell de vida, així com d'estabilitat i pau. L'estil de vida dictatorial (en moments tirànic) dels vells temps de Ióssif Stalin havia quedat definitivament al passat, havent estat substituït per un règim que, encara que autoritari, era notòriament més suau.
La producció industrial s'incrementà en un 75%, i la Unió Soviètica es convertí en el major productor mundial d'acer i petroli (en aquest darrer camp, superant fins i tot als Estats Units i a l'Aràbia Saudita.)
Tot i els problemes emergents (que ja es podien preveure), la darrera part de la dècada de 1970 i l'inici de la de 1980 (per quan Bréjnev va morir), van veure un punt màxim en les millores econòmiques i una relativa millora als salaris i als nivells de vida de la població. En general, l'era de Bréjnev era usualment recordada com a estable i calmada. Durant la segona meitat de la dècada de 1960 i la primera de 1970, el terrorisme d'Estat, les fams (fins i tot deliberades o provocades) i la guerra eren memòries horribles que havien quedat definitivament enrere, mentre que el flux de la marea de la història semblava, almenys momentàniament, bolcar-se en favor de la Unió Soviètica.
Els Estats Units, pel seu costat, s'havien començat a empantanar militarment en la costosa (en vides i diners) guerra del Vietnam des de mitjans de la dècada de 1960, així com a l'embargament petroler de l'OPEP de la primera meitat de la dècada de 1970, les quals coses causaven seriosos trastorns a la seva economia (que era la major consumidora de petroli del món). A més, la creixent despesa del govern federal era un problema en ascens que, per un altre costat, contribuïa a generar més inflació (només en el programa lunar Apolo havia costat 25.000 milions de dòlars).
Mentrestant, el règim soviètic havia estat capaç d'avançar els seus interessos i fer peu o moure els seus peons en diferents parts del món, de major o menor importància estratègica. Per tot el món, i principalment al Tercer Món, estaven proliferant diversos règims i moviments pro-soviètics: el 1975, Vietnam del Nord envaí i conquerí al seu veí del sud, derivant en un llavors nou estat comunista unificat, mentre que les guerrilles insurgents marxistes proliferaven no només al sud-est asiàtic (com a la Cambodja dels brutals Khmers rojos), sinó que també a l'Amèrica Llatina (emparades pel règim castrista cubà) i a l'Àfrica (derivat de la descolonització, sobretot portuguesa).

### Problemes implícits de la planificació centralitzada

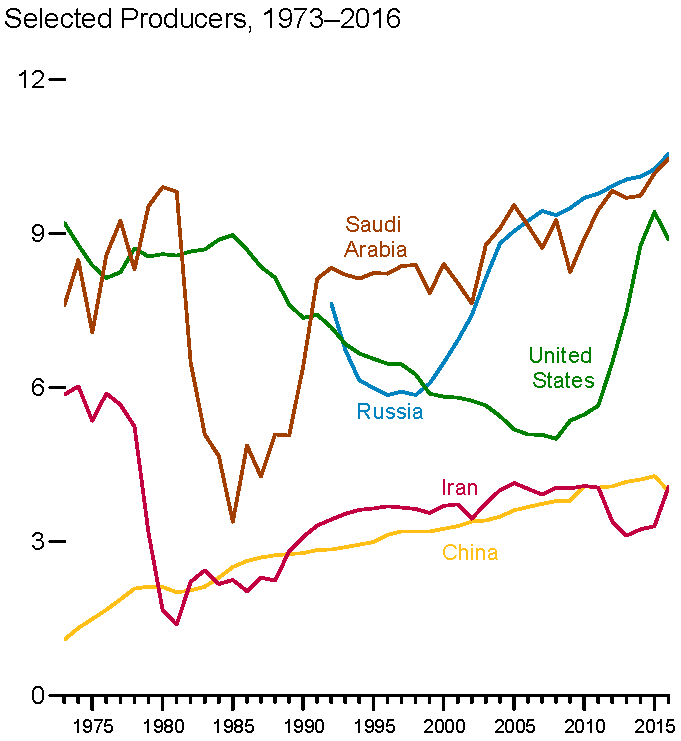
Gràfic que mostra als majors productors mundials de petroli al període 1960-2006, incloent a l'antiga Unió Soviética.

Durant els darrers anys de l'era de Bréjnev, no obstant això, l'economia de la Unió Soviètica començà a estancar-se, i la població en general començà a demanar una major quantitat de béns de consum.
Als anys posteriors de la Segona Guerra Mundial, l'economia soviètica s'havia dirigit cap a un nou període de creixement intensiu, basat en part en els increments de productivitat, així com en la implicació d'un nou conjunt de desafiaments, diferents a la mobilització del capital i del treball que havia caracteritzat els grans projectes extensius nascuts durant l'era de Ióssif Stalin (entre ells, els koljoses i els sovjoses).
A mesura que l'economia soviètica es feia cada cop més i més complexa, calia d'una cada cop més difícil "desagregació" dels les manufactures de les fàbriques i de les xifres de control (és a dir, dels objectius especificats o estipulats pels plans). A més, com que cada cop es requeria una major comunicació entre les empreses i els conglomerats industrials amb els ministeris de planificació, a l'hora que el nombre d'un i d'altres seguia incrementant-se, cada cop era més difícil sincronitzar-los, la qual cosa derivà en un fenomen que va contribuir a l'estancament de l'economia. De fet, l'economia soviètica s'estava tornant indefectiblement lenta i mandrosa per respondre i adaptar-se als canvis, per adoptar tecnologies que estalviessin costos de producció, i a l'hora de proveir d'incentius suficients per a generar un major creixement i incrementar la productivitat i l'eficiència.
A nivell empresarial, els administradors estaven més amoïnats amb les seves pròpies carreres burocràtiques-administratives (i, a vegades, polítiques) que en intentar incrementar la productivitat. Una de les causes d'aquest problema era que ells rebien salaris fixos i només rebien incentius si acomplien amb els plans de producció (generalment en termes quantitatius, però no qualitatius), basats en algunes bonificacions, (massa) estabilitat o seguretat laborals i alguns altres beneficis addicionals, com clíniques especials o datxes privades. Els administradors obtenien aquests interessants beneficis quan sobrepassaven les metes estipulades pels seus respectius plans, però quan excepcionalment les superaven, el més habitual és que només veiessin noves i encara majors xifres de control establertes per al proper pla.
D'ací que hi havia incentius per excedir les metes, però no de massa. Les empreses estatals de vegades arribaven a subestimar la seva pròpia capacitat de producció davant les autoritats, per així poder negociar o "regatejar" bonificacions avantatjoses (derivades d'una potencial major producció) amb els ministres de planificació. Naturalment, feien això sabent que, en realitat, les seves plantes tenien una "capacitat ociosa" suficient com per poder implementar fàcilment una major fabricació dels seus béns respectius. Un altre problema addicional era que les quotes de producció normalment només estipulaven la quantitat de béns específics a produir, atorgant molt poca importància al també factor crucial de la qualitat. Així doncs, els directius soviètics sovint se sentien temptats a satisfer només l'aspecte quantitatiu. Per tant, gran part de la producció soviètica era de (molt) mala qualitat segons els barems internacionals. A més, això derivava en habituals problemes de maquinària mal construïda que es trencava o es descomponia, la qual cosa tendia a causar problemes i colls d'ampolla en diversos sectors de l'economia soviètica.
La planificació centralitzada era, així mateix, intrínsecament massa rígida. Els directius de les plantes no podien desviar-se de les metes especificades pels plans (en particular, per "l'omnipresent i tot-poderós gosplan nacional"), i només s'assignaven fons tenint en compte que una certa quantitat de capital i de matèries primeres calculada centralment, a la que els directius i els administradors de les diverses fàbriques en qüestió havien d'adequar-se indefectiblement. A més, com a resultat de la rígida política econòmica, els directors de les plantes industrials no podien incrementar la seva productivitat acomiadant a la mà d'obra eminentment redundant de les seves fàbriques, degut als enormes controls laborals.
A més, a nivell empresarial, no hi havia incentius per a la investigació que redundessin en menors costos de producció per unitat fabricada. Per un altre costat, els planificadors solien beneficiar (inicialment) als consumidors amb preus excessivament baixos, a l'hora que les fàbriques no eren suficientment premiades pel seu increment en la producció. Dit d'una altra manera, la innovació no era suficientment estimulada, car la mateixa dinàmica del sistema econòmic soviètic tendia clarament a generar buròcrates conservadors en lloc d'emprenedors que assumissin riscos.
Els anys de Khrusxov i de Bréjnev van donar certes concessions als consumidors: els sous eren relativament alts, mentre que els preus eren artificialment mantinguts baixos, mitjançant els sempre presents controls administratius. Però els sous van augmentar bastant més que els preus, tot i que la productivitat no augmentava tant, la qual cosa acabà degenerant en un seriós desequilibri pel costat d'una oferta que no podia fer front a una excessiva demanda. Com a resultat d'això, la manca de productes es tornà habitual i les cues per aconseguir els pocs productes disponibles es tornaren habituals (i fins i tot cròniques) al paisatge urbà soviètic.
Per un altre costat, la cursa d'armaments contra els Estats Units era una càrrega cada cop major contra la minvant economia soviètica, que drenava permanentment els valuosos recursos que, d'una altra manera, podrien haver estat aplicats al sector civil i, en particular, als béns de consum. Com que el ruble no era una moneda convertible i les estadístiques oficials soviètiques no eren públiques (i que estaven subtilment falsejades), era molt difícil calcular la mida de l'economia de l'URSS. No obstant això, cap a finals de la dècada de 1980 es calculava que aquesta era del 33-34% del PIB dels Estats Units (tot i haver tingut uns 40 milions més d'habitants més que aquest darrer país). D'haver estat realment així, això significava que els soviètics devien gastar aproximadament el triple del percentatge dels estatunidencs per mantenir-se militarment a la par amb la superpotència occidental. De fet, mentre que la despesa militar estatunidenca corresponia aproximadament a un 5,7% del seu PIB, s'especulava que els de la Unió Soviètica arribaven a un 15-18% de la seva pròpia.

### La necessitat de llançar o d'implementar reformes
Mentre que l'atmosfera político-cultural es movia gradualment cap a un major relaxament, derivat de la desestalinització, va haver un moviment reformista que va ser capaç de sobreviure al desallotjament del poder que va patir Nikita Khrusxov el 14 d'octubre de 1964 (derrocament intern que, en part, va ser neo-estalinista).
Notablement, les reformes "de mercat" intentades el 1965 basades parcialment en les idees de l'economista soviètic Evsei Liberman, i que van comptar amb el suport fonamental del Premier Aleksei Kosigin van ser una temptativa per renovar el sistema econòmic i de fer front als creixents problemes que s'estaven començant a fer evidents a nivell empresarial. Les reformes de Kosigin van fer una crida per atorgar a les empreses industrials un major control sobre la seva pròpia producció i una major flexibilitat sobre la seva política salarial, davant dels totpoderosos planificadors centrals. A més, es buscà que les empreses generessin beneficis, permetent poder tenir un percentatge d'aquests als seus propis fons.
Amb tot això present, alguns especialistes soviètics posteriors (i de la Rússia actual) argumenten que les reformes de Kosigin de 1965 (i no les intentades per Mikhaïl Gorbatxov des de mitjans de la dècada de 1980), van ser en realitat la darrera oportunitat per evitar, tant per als dirigents polítics del règim com per la població soviètica en general, d'evitar les serioses penúries econòmiques que s'estaven gestant des de mitjans de la dècada de 1960 i que apareixerien clarament a la dècada de 1970.
No obstant això, l'estil dels nous dirigents del Partit presentava i va introduir alguns problemes addicionals, degut a les seves pròpies polítiques de reforma. La idea original dels nous líders era cercar una reconciliació entre els interessos divergents de diversos sectors diferents de l'aparell estatal, del Partit i de la burocràcia econòmica. Com a resultat de la creixent autonomia derivada d'aquesta política, els ministeris de planificació i l'establishment militar, els dos estaments més afectats per les reformes de Kosigin, van ser capaços d'obstruir considerablement les intents de reforma.
Temerosos del que veien com un perillós abandonament de les tradicionals polítiques de planificació centralitzada que garantia el seu poder, els poderosos i sempre vigilants ministres de planificació (el nombre dels quals seguia proliferant), van tornar el cop, intentant protegir els seus privilegis tradicionals dins de l'estructura de poder soviètic. De fet, aquests seguien controlant el flux de matèries primeres a les fàbriques, i eren els qui premiaven l'excés de producció, motiu pel qual la seva influència seguia sent un element formidable dins de l'economia i de la societat soviètiques. Per mantenir el seu ferri control sobre la indústria, els planificadors solien emetre instruccions de vegades excessivament detallades que retardaven les reformes necessàries, per la qual cosa solien limitar severament, i fins i tot a impedir, la necessària llibertat d'acció mínima per part de les fàbriques estatals. Per un altre costat, a causa del fet que aquestes reformes estaven dirigides a incrementar la productivitat sense implicar necessàriament un augment dels salaris, va rebre un suport mínim per part dels treballadors soviètics.
I encara que s'intentaria incorporar algunes tècniques de gestió administrativa a les indústries soviètiques, el suport que aquestes van tenir va ser com a molt "tebi", a causa de les pors existents que aquestes reformes acabessin fracassant per una eventual mala implementació. Kosigin, mentrestant, no tenia ni la fortalesa ni el suport suficient per fer front a la influència d'aquells.
Finalment, el 1968, va tenir lloc l'anomenada Primavera de Praga, quan el període de reformes alliberadores del dirigent Alexander Dubček, que buscaven un socialisme amb rostre humà van ser interrompudes abruptament el 20 d'agost d'aquell any, quan uns 20.000 soldats, amb 5.000 tancs del Pacte de Varsòvia van envair el país. Aquest fet acabaria donant forma a la denominada doctrina Bréjnev de "sobirania limitada" dels països de darrere del Teló d'Acer, sota la directa esfera d'influència soviètica.
Per a inicis de la dècada de 1970 ja era evident que la Unió Soviètica es trobava estancada i afeblida, en gran part degut a l'anquilosada burocràcia econòmica i el cost creixent de la cursa d'armaments contra els Estats Units (es calcula que la despesa soviètica arribaria a assolir el valor d'una sisena part del seu PIB).
Per a quan ascendí a la cúpula soviètica el notablement jove Mikhaïl Gorbatxov, l'economia soviètica ja estava preocupantment estancada, a l'hora que les necessàries reformes polítiques de fons estaven notablement ajornades.
El 1980, un nou moviment reformista a la catòlica militant Polònia, anomenat Solidarność ("Solidaritat"), va ser temporalment il·legalitzat i suprimit, quan el líder comunista Wojciech Jaruzelski declarà la llei marcial, temorós que les contínues protestes que estava dirigint el combatiu sindicat poguessin desencadenar una intervenció militar soviètica semblant a la que s'havia produït a Txecoslovàquia el 1968. No obstant això, Solidarność va aconseguir sobreviure clandestinament durant aquell any, continuant socavant la influència soviètica al país.

## Transició de lideratge
Per al 1982, any de la mort de Bréjnev, l'estat d'estancament en el que es trobava l'economia soviètica era evident, i les males collites soviètiques durant la dècada de 1970 l'havien forçar a importar gra des del seu gran rival, els Estats Units, però l'anquilosat sistema productiu soviètic encara no semblava disposat per a la implementació de canvis dramàtics, pretesament correctius.
El període de transició que separà les eres de Leonid Bréjnev de la de se semblaria molt més a la del primer, donada la inèrcia heretada. No obstant això, ja des de 1983 s'estava avaluant la necessitat d'intentar implementa reformes de fons.

### El breuinterregnumd'Andrópov
Només van passar dos dies entre la mort de Bréjnev (10 de novembre de 1982) i l'anunci de l'elecció interna del qui era el director del KGB, Iuri Andrópov, com a successor al càrrec de Secretari General del Partit Comunista de la Unió Soviètica, donant la impressió que havia tingut lloc alguna mena de puja de poder palaciega al Kremlin.
Un cop assentat al poder, Andrópov no va perdre el temps en la promoció i l'ascens d'aquells que el recolzaven. El juliol del 1983 va assumir el càrrec de president del Presídium del Soviet Suprem i, per tant, convertint-se en el cap d'Estat "cerimonial".
A Bréjnev li havia costat 13 anys arribar a aquell càrrec. Durant el seu breu govern, Andrópov va substituir prop d'una cinquena part dels ministres soviètics i dels primers secretaris locals del PCUS, així com un terç dels caps dels diferents departaments dins de l'aparell polítics del Comitè Central. Com a resultat d'aquests moviments, va aconseguir canviar els envellits líders per administradors més joves i dinàmics. Però la seva habilitat per fer canvis i reconfiguracions a la cúpula del Partit estava limitada pel seu pobre estat de salut i per la influència del seu ancià rival Konstantín Txernenko, qui anteriorment havia realitzat tasques de supervisió dins del Comitè Central.
La política interior d'Andrópov s'inclinà en gran manera en intentar mantenir l'ordre i la disciplina dins de la societat soviètica. El vell i conservador Andrópov, intuint clarament que el seu era un govern de transició, evità implementar qualsevol mena de reforma econòmica o política radical de fos, intentant en canvi realitzar alguns experiments econòmics, semblants a aquells que havien estat associats a Aleksei Kosigin a la dècada dels 60. En tàndem amb les seves petites reformes econòmiques, Andrópov llançà una campanya anti-corrupció, la qual arribaria fins a les altes esferes dels dirigents i de la nomenklatura del PCUS.
Andrópov provà d'impulsar una disciplina laboral, en un moment en què els problemes d'embriaguesa (fins i tot dins d'algunes fàbriques) eren un problema creixent, en part motivat per l'excessívament preu del vodka.
Respecte als afers exteriors, Andrópov continuà amb la inèrcia de les polítiques de Bréjnev de distensió cap als Estats Units, més enllà del notable refredament derivat de la invasió soviètica de l'Afganistan al desembre de 1979. però el per llavors recent ascens del fogós anti-soviètic President estatunidenc Ronald Reagan el 1981, tendiria a tensar encara més les relacions bilaterals, donant lloc al que alguns historiadors actuals denominen com la "Segona Guerra Freda" (1979-85). En particular, l'ús per part de Reagan del malnom "imperi del mal" (evil empire) per a referir-se explícitament a la Unió Soviètica a partir de març de 1983 va contribuir a reescalfar l'enfrontament ideològic entre totes dues superpotències. En referència a aquesta nova definició nord-americana de l'URSS, els portaveus soviètics dirien extraoficialment que Reagan "era un anticomunista perillós i llunàtic."
La salut d'Andrópov començà a declinar ràpidament durant el tens estiu i la tardor de 1983, morint pocs mesos després, al febrer de 1984, després d'haver desaparegut de la vista pública durant diversos mesos. El llegat més important que deixaria a la Unió Soviètica, per a bé o per a mal, va ser el seu descobriment i promoció de Mikhaïl Gorbatxov, llavors un jove dirigent regional del PCUS que provenia de la regió meridional de Krasnodar. A partir de 1978, quan només tenia 48 anys (tota una fita a la política soviètica), Gorbatxov avançà en només dos anys a través de la jerarquia dins del Kremlin, arribant a ser membre de ple dret al Politburó.
Entre les noves responsabilitats de Gorbatxov s'incloïa la designació de personal, la qual cosa li va permetre establir contactes, així com distribuir els favors necessaris per a posicionar-se millor amb vistes a apostar a ser en un futur proper el Secretari General del PCUS (el màxim càrrec polític dins de la Unió Soviètica). En aquells moments, alguns sovietòlegs experts occidentals van creure que Andrópov estava preparant a Gorbatxov per ser el seu successor. Tot i que Gorbatxov havia actuat com a vice-secretari general durant la malaltia d'Andrópov, encara no havia arribat el seu temps polític per quan el vell líder (i mecenes del jove delfí) va morir al febrer de 1984.

### El breuinterregnumde Txernenko
Amb 72 anys, Konstantín Txernenko tenia una salut delicada i seria incapaç de portar a terme un paper actiu a l'alta política soviètica per a quan resultà elegit, després d'un llarg debat, per a succeir al traspassat Iuri Andrópov.
Tot i que el de Txernenko va ser un mer govern de transició, el seu pas va portar a terme alguns canvis polítics significatius. Entre aquests, els canvis de personal i les investigacions de fets de corrupció, que s'havien realitzat sota la tutela i amb el vistiplau d'Andrópov, van arribar al seu final. Durant el seu curt mandat, Txernenko va abogar per una major inversió en béns de consum i serveis, a més d'agricultura (fets que ja havia intentant realitzar Nikita Khrusxov 20 anys abans).
Va fer una crida a la reducció de la "micro-administració" de l'economia per part dels organismes del PCUS, i que les fessin una major atenció a les necessitats expressades per la petita, però existent, opinió pública del país. No obstant això, la "tradicional" repressió dels dissidents per part del KGB, responsable de la seguretat de l'Estat, s'incrementà en certa manera.
Al front internacional, encara que Txernenko havia fet una crida per a una renovada disensió amb Occident, es va fer poc per disminuir les tensions de la Guerra Freda durant el seu curt mandat, en part a causa del fet que la croada anticomunista de Ronald Reagan i, amb menor mesura, de la seva principal aliada europea, la Gran Bretanya de la Primera Ministra Margaret Thatcher. Així mateix, amb l'excusa de la invasió estatunidenca de la petita illa caribenya de Grenada el 1983, la Unió Soviètica, juntament amb els seus satèl·lits i aliats, van boicotejar els Jocs Olímpics de 1984, celebrats a Los Angeles (Califòrnia). En realitat, aquesta actitud va semblar més aviat un desgreuge pel boicot rebut per part del govern dels Estats Units als Jocs celebrats a Moscou el 1980. També, cap a finals de l'estiu de 1984, la Unió Soviètica va aconseguir evitar la visita del líder germano-oriental Erich Honecker a la seva poderosa rival, l'Alemanya Occidental.
Per un altre costat, la lluita continuava a l'Afganistan; però cap a finals de 1984, tant la Unió Soviètica com els Estats Units van acordar prosseguir amb les converses sobre el control de les armes estratègiques cap a inicis de 1985. Però l'estat de salut cada cop pitjor de Txernenko, només un any després de la mort de l'anterior líder, va fer del tema de la successió una qüestió aguda i delicada.
Txernenko atorgà a Gorbatxov altes posicions al Partit, que li donaren a aquest una significativa influència dins de l'estructura del Politburó. A més, respecte de la lluita interna per la successió d'aquell, Gorbatxov va aconseguir guanyar-se la simpatia o obtenir l'adhesió vital d'Andrei Gromiko, el virtualment perpetu Ministre d'Afers Exteriors de l'URSS.
Quan Txernenko va morir al març de 1985, Mikhaïl Gorbatxov es trobava en una molt bona posició per a succeir-lo en el poder. Que fos relativament jove (només tenia 54 anys), que fins a aquell moment havia resultat ser una limitació, ja no ho tornaria a ser. Ara sí que es podrien realitzar les necessàries reformes polítiques i econòmiques de fons que la Unió Soviètica necessitava, però aquestes finalment demostrarien ser una mena de caixa de Pandora.